# Cartorhynchites subtilis
Cartorhynchites subtilis là một loài bọ cánh cứng trong họ Rhynchitidae. Loài này được Sawada miêu tả khoa học năm 1993.